# Aeroportul Regional Foothills
Aeroportul Regional Foothills (IATA: MRN, ICAO: KMRN, FAA LID: MRN) este un aeroport din Carolina de Nord, Statele Unite ale Americii ce deservește zona Morganton⁠(d). Aeroportul a fost tranzitat în 2019 de 10 pasageri.
Situat la o altitudine de 387 m, aeroportul dispune de 1 pistă.

## Infrastructură

### Piste
Aeroportul dispune de o singură pistă. Pista 3/21 are suprafața de asfalt și dimensiunile 5.500 picioare × 75 picioare. 